# Филиппов, Михаил (футболист)
Михаи́л А. Фили́ппов (1915 — неизвестно) — советский футболист, нападающий.
В 1937 году провёл две встречи в составе команды Балтийского завода имени С. Орджоникидзе на Кубок СССР. В 1939 году в составе ленинградского «Сталинца» провёл два матча в чемпионате СССР и три — в Кубке. В дебютной игре 23 июля против ленинградского «Динамо» (2:0) в конце первого тайма встал в ворота вместо травмированного Леонида Иванова, так как единственная разрешённая замена уже была произведена.